# Přírodní park Peklo
Přírodní park Peklo je vymezené chráněné území o výměře 18,5 km², které slouží k zachování a ochraně rázu krajiny s významnými přírodními a estetickými prvky. Nachází se ve Frýdlantském výběžku mezi obcemi Nové Město pod Smrkem, Lázně Libverda, Raspenava, Krásný Les a Dolní Řasnice. Dominantou přírodního parku je znělcový vrch Chlum. V jeho blízkosti se nacházely archeologické nálezy valů či bronzových i železných nástrojů pocházejících z přelomu druhého a prvního tisíciletí před naším letopočtem. Vyhlášen byl nařízením zdejšího okresního úřadu číslo 4/97 ze dne 18. června 1997.
Na území parku na vrchu Chlum leží vojenský muniční sklad.